# Forkhead-Box-Protein P3
Das Forkhead-Box-Protein P3 (FoxP3), auch Scurfin genannt, ist ein Protein, das im Zellkern von Säugetieren vorkommt. Es handelt sich um einen Transkriptionsfaktor, der an die DNA (Desoxyribonukleinsäure) bindet und damit die Expression von Proteinen stimuliert, die in den regulatorischen T-Zellen des Immunsystems gebraucht werden. Da FoxP3 spezifisch für native und peripher entstandene regulatorische T-Zellen ist, kann man diese damit nachweisen. FoxP3 ist weiterhin ein essentieller Transkriptionsfaktor für regulatorische T-Zellen, da gezeigt wurde, dass nach genetischer Veränderung von Mäusen (FoxP3-Knockout) diese keine regulatorischen T-Zellen bilden. Homozygote FoxP3-Knockout-Mäuse, bei denen FoxP3 permanent in allen Zellen mutiert wurde, sind nicht vermehrungsfähig, wohingegen die heterozygoten Tiere lediglich vermindert vermehrungsfähig sind.
Beim Menschen können Mutationen im FOXP3-Gen zu einer polyendokrinen Autoimmunerkrankung führen. Dies erklärt sich dadurch, dass regulatorische T-Zellen Autoimmunreaktionen unterdrücken. Der Transkriptionsfaktor FoxP3 stammt aus der Familie der Forkhead-Box-Proteine.
Regulatorische T-Zellen spielen eine Rolle bei Autoimmunerkrankungen wie beispielsweise Rheumatoide Arthritis und Lupus erythematodes. Die Ausscheidung von FoxP3-mRNA ist bei solchen Patienten erhöht, wie auch generell nach Nierentransplantation. FoxP3-Zufuhr führte in einer Studie an Mäusen zur Verhinderung von Krebs-Metastasen.